# The Woman in Me (canción de Donna Summer)
«The Woman in Me» es una canción de la cantante estadounidense Donna Summer, lanzada como el tercer y último sencillo de su décimo álbum de estudio homónimo (1982). Fue escrito por John Bettis de los Carpenters.
La canción alcanzó el número 33 en el Billboard Hot 100, el número 30 en la lista Black Singles y el número 17 en la Billboard Adult Contemporary a principios de 1983. 
En el Reino Unido, llegó al puesto 62 de la UK Singles Chart. En Canadá alcanzó el puesto 3 de la lista RPM Adult Contemporary y en Países Bajos el número 7 de la Dutch Top 40.

## Video musical
El video musical muestra a Summer con un vestido azul cantando y de pie en una habitación con un hombre no identificado parado junto a la puerta seguido de colores cambiantes. En el video se muestra a Summer en primeros planos, del pecho hacia arriba, ya que estaba embarazada de su hija Amanda Grace en ese momento.

## Posicionamiento en listas
| Lista (1982-1983)                      | Máxima posición |
| -------------------------------------- | --------------- |
| Bélgica (Flandes) (Ultratop 50)        | 10              |
| Canadá (RPM Adult Contemporary)        | 3               |
| Estados Unidos (Billboard Hot 100)     | 33              |
| Estados Unidos (Adult Contemporary)    | 17              |
| Estados Unidos (Hot R&B/Hip-Hop Songs) | 30              |
| Estados Unidos Cash Box Top 100        | 28              |
| Países Bajos (Dutch Top 40)            | 7               |
| Países Bajos (Mega Single Top 100)     | 12              |
| Reino Unido (Official Charts Company)  | 62              |